# اچ‌ام‌اس باراکوتا (۱۸۵۱)
اچ‌ام‌اس باراکوتا (۱۸۵۱) (به انگلیسی: HMS Barracouta (1851)) یک کشتی بود که طول آن ۱۹۰ فوت ۲ اینچ (۵۸٫۰ متر) بود. این کشتی در سال ۱۸۵۱ ساخته شد. این کشتی ساخته کشور بریتانیا است.